# Edward Dodd
Edward Dodd (* 25. August 1805 in Salem, New York; † 1. März 1891 in Argyle, New York) war ein US-amerikanischer Politiker. Zwischen 1855 und 1859 vertrat er den Bundesstaat New York im US-Repräsentantenhaus.

## Werdegang
Edward Dodd wurde ungefähr sieben Jahre vor dem Ausbruch des Britisch-Amerikanischen Krieges in Salem im Washington County geboren und wuchs dort auf. In dieser Zeit besuchte er öffentliche Schulen. Danach ging er kaufmännischen Geschäften nach. 1835 zog er nach Argyle. Er war zwischen 1835 und 1844 Stadtschreiber (county clerk) im Washington County. Als Delegierter nahm er 1846 an der verfassunggebenden Versammlung von New York teil.
Bei den Kongresswahlen des Jahres 1854 für den 34. Kongress wurde Dodd für die Opposition Party im 15. Wahlbezirk von New York in das US-Repräsentantenhaus in Washington, D.C. gewählt, wo er am 4. März 1855 die Nachfolge von Charles Hughes antrat. Als Kongressabgeordneter hatte er während dieser Amtszeit den Vorsitz über das Committee on District of Columbia. In der folgenden Zeit schloss er sich der Republikanischen Partei an. Im Jahr 1856 wählte man ihn in den 35. Kongress. Er schied nach dem 3. März 1859 aus dem Kongress aus.
Im April 1863 wurde er US Marshal für den nördlichen Distrikt von New York – eine Stellung, die er bis April 1863 innehatte. Er war 30 Jahre lang als Redakteur der County Post tätig und 51 Jahre lang als Trustee an der Argyle Academy. Daneben bekleidete er acht Jahre lang den Posten als Präsident in der Village von Argyle. Er saß viele Jahre lang im Republican State Committee. Am 1. März 1891 verstarb er in Argyle und wurde dann auf dem Prospect Hill Cemetery beigesetzt.